# Kitalált középkor
A kitalált középkor nevű összeesküvés-elmélet Heribert Illig német germanista író, könyvkiadó nevéhez fűződik, aki szerint az időszámításunk szerinti 614–911 közötti évek (vagyis a kora középkor) nem léteztek, és minden erre a korszakra datált esemény máskor történt meg, vagy egyáltalán nem, az ekkori személyek pedig úgyszintén máskor éltek, vagy kitalált alakok. 
Az elméletet tanulmányaikban elfogadták Hans-Ulrich Niemitz, Christoph Marx, Angelika Müller, Uwe Topper és Manfred Zeller, ám a történészek nagy többsége szerint az elmélet következtetései helytelenek és történelmietlenek. 
Illig szerint elmélete, következtetései alapjaiban kérdőjelezik meg a középkor történészeinek összes jelenlegi ismeretét. A középkor ismerői szerint a kieső időre jutó események és ide datált történeti emlékek felemlítése önmagáért beszél, így az elmélet további cáfolására nincs szükség. Illig szerint az elmélettel szemben azért alakult ki ellenséges hangulat, mivel tagadja Nagy Károly, Nagy Alfréd, és még egy sor jelentősnek tartott középkori személyiség létezését. Illig véleménye az, hogy az ellenzők nagy része még csak bele sem olvasott elméletébe.

## Előzményei
A korszakolást és a középkor kronológiáját korábban is sokan kérdőjelezték meg. Jean Hardouin a 18. század elején, Wilhelm Baldauf vagy Wilhelm Kammeier is ezek közé tartoztak. A Karoling korral kapcsolatos kételyek már korábban is arra vezettek néhány történészt, hogy tagadják Nagy Károly birodalmának létét, bár arra szorítkoztak, hogy Károly történeti jelentőségét, császárságát tagadják, és ezeket Ottó-kori hamisításnak gondolják.

## Az elmélet állításai
Heribert Illig az elméletét két megfigyelésre alapozta, és ezeknek kidolgozásával és bővítésével jutott el a hiányzó idő gondolatához.
- A Karoling kor feltűnően gyengén dokumentált régészeti emlékekkel, írásos forrásokkal, vagy bármilyen egykorú emlékkel. Illig véleménye az, hogy azért gyér az emlékanyag, mert az sosem létezett, és valójában minden 7–10. század közti lelet datálása tartalmaz megfelelő mértékű hibalehetőséget.
- A Julián naptár egyik rejtélye, hogy a 128 évenként felgyülemlő 1 napnyi eltérést 1582-ben miért 10 (kihagyott) nappal kellett megjavítani. A caesari naptár bevezetése és a gergelyi reformok között 1627 év telt el. 1627/128 ~ 12,7. Kerekítve 13 nap javítást kellett volna eszközölni. Vélhetően valamikor a 3–4. század folyamán javításra került sor (2 nap), amelyről azonban nincsenek adatok. Illig szerint a 2 napnyi javításra azért nem volt szükség, mert a két és fél évszázadnyi idő nem is létezett.

## Betoldott évszázadok

### Naptárrendszerek a kora középkorban
- Használatban volt a Róma alapításával kezdődő évszámítási rendszer.
- Használatban volt a császár uralkodásának első évével kezdődő aera Diocletiani, vagy aera martyrum.
- Létezett emellett több, a világ különböző időpontokra tett teremtésével kezdődő keresztény évszámítás.
- Nem létezett még a Jézus születésével kezdődő aera vulgaris rendszer.

Ezek közül a kora középkor eseményei az első két évszámítási rendszerrel biztosan datálhatók. Nem datálhatók viszont semmiképpen sem az akkor még nem létező aera vulgaris szerinti évszámítással, amit Dionysius Exiguus számított jóval később.

### Az időtoldás naptári módja
Dionysius Exiguus az időszámítás kezdőpontját az addig használt aera Diocletiani kezdetétől 284 évvel visszavitte az időben. Az új évszámítási rendszerben, bármikor vezették is be, bármilyen évkezdettel, bármilyen húsvétszámítással, egy csapásra 284 olyan év keletkezett, amelynek nem létezett írott történelme. Az aera Diocletiani 241. évét az aera vulgaris 525. éve követte.
Az időszámítási rendszer csak egyházi körökben terjedt. Az évszámítás akkoriban rajtuk kívül senkit nem érdekelt, mert sem a gazdasági, sem a vallási életre semmilyen hatással nem volt. Az évkezdet időpontja, és az éven belüli ünnepek időpontja számított lényegesnek. Az ugyanis egy közkeletű tévedés, hogy a naptár létrehozására a mezőgazdaságnak lett volna szüksége, hogy a vetés és aratás idejét meg lehessen határozni. Ezek ugyanis nem naptár-, hanem időjárásfüggő gazdasági tevékenységek. A naptár állásától függetlenül akkor kell elvégezni őket, amikor az időjárás arra lehetőséget ad, és az évszázados tapasztalat is azt mondja.
Ügyesen manipulálva a diocletianusi 241-es dátum és az exiguusi 525. év közti (nem létező) időt ki lehetett tölteni.

### Az üres századok kitöltésének ideje és módszerei
A kitaláltnak minősített időszakban csak egyházi dokumentumok ismertek. Elsősorban krónikák, évkönyvek és szentek legendái. Az ismert európai egyházi központok kolostoraiban készültek, amelyek a dokumentumok alapján mind gond nélkül azonosíthatók. Ezek egyházi vezetői azok, akiket megsokszorozva, más néven, de azonos tettekkel az évkönyvekben szerepeltetni fognak. A kitalált háborúk veszteséglistáin mindig ott szerepelnek ők is. Rangjuk azonos a másolt csatában elesettekkel, csak nevük más, vagy ha az is azonos (például érsekek, királyok, pápák esetén), akkor a számuk eggyel (vagy jelzőjük, előnevük) változik. A történészek a krónikaírás kezdeteit egyébként az új évszámítás szerinti 13. század elejére teszik.
A hamisítás módszerének lényege a duplikáció. Ennek példájaképp a pozsonyi csata és I. Károly 791-es csatája hozható fel. A kis csavar nem más, mint a csata győztesének megváltoztatása. Mivel nem élt olyan kívülálló ember, aki emlékezhetett volna egy meg nem történt eseményre, vagy ezeket az írásokat olvashatta volna, ezért ez akkor minden következmény nélkül megtehető volt.
Papíron gond nélkül megváltoztatható volt egy csata földrajzi helyszíne vagy egy hadjárat útiránya is. Például Attila hadainak a catalaunumi mezőn vívott csatáját azért kellett (utólag) Châlons-sur-Marne mellé tenni (ahol Attila hadai a hadjárat elején valóban jártak), mert ha nem azt teszik meg az utolsó csatának, amelyik után Attila hazatér, akkor nem lehetett volna Aëtiust győztesnek nyilvánítani. 
A hamisítók a hamisítás sok helyszíne és sok résztvevője okán sem ügyelhettek minden részletre. Sok nyomot hagytak maguk után. Az események évszámát például rendre megváltoztatták, de már a két datált esemény között a hagyomány által számon tartott eltelt évek és különösen a generációk számát nem minden esetben. Csak a számukra lényeges fő személyekre koncentráltak. Ez is lehetőséget kínál a hamisítás logikai felfedésére.

### Naptárreformok
Az a kronológiai kérdés, ami kiváltotta a szerző vizsgálódásait a Caesar által bevezetett naptárreform. A szökőévek bevezetése ellenére sem volt egészen pontos, és a csillagászati és naptári év nem esett teljesen egybe. Évszázadok során emiatt a napfordulók ideje (június 21. és december 21.) egyre távolabb került a naptári dátumtól. Pedig a tavaszi napéjegyenlőségnek kitüntetett szerepe volt a liturgikus évben, mivel a kereszténység korai évszázadait nem tekintve, a húsvétot a tavaszi napéjegyenlőséget követő holdtölte utáni első vasárnapon kellett tartani. 1582-ben XIII. Gergely pápa egy bullával olyan naptárreformot vezetett be, amely helyreigazította a Julián-naptár hibáját. 1582. október 4. után 15-e következett, s így a tavaszi napéjegyenlőség ismét március 21-re esett. 
Illig rámutatott, hogy a Iulius Caesar és XIII. Gergely között eltelt évszázadokat figyelembe véve nem 10, hanem 13 napot kellett volna törölnie a pápának 1582-ben. A helytelen korrekció ellenére az eredmény helyes volt, azaz XIII. Gergely csillagászai segítségével „úgy javította ki a naptár hibáját, hogy ezáltal összhangba került a csillagászok égboltjával – jóllehet a matematika törvényei alapján más számadatoknak kellett volna kijönnie”.
Illig szerint a toldás itt fogható meg, mivel a két naptárreform között nem a 13 napnak megfelelő 1627 év telt el, hanem csak 1282.

### Illig érvei és ellenérvek
Heribert Illig úgy véli, hogy az írott forrásokra nem lehet alapozni egy korszak történetének megírását, csak a régészetre lehet támaszkodni. Az oklevelekről mint a középkor történetének legfontosabb forrásairól úgy vélekedik, hogy hamisítványok, s köztük csak jó és rossz hamisítvány van.
Egy még 1986-os, a középkori hamisításokkal foglalkozó történészkonferencián a legtekintélyesebb kutatók állapították meg a középkor számos, addig hiteles forrásként kezelt dokumentumáról, hogy hamisítvány. Ez közismert tény a kutatók körében. A Meroving-kor (5. század–751) ma ismert 194 okleveléből 116 későbbi hamisítvány. A középkorban ez bevett szokás volt. Nem volt nehéz dolguk az írástudó szerzeteseknek, rajtuk kívül szinte senki nem tudott olvasni, még az uralkodók sem. A kreált oklevelekkel elsősorban birtokigényeket kívántak alátámasztani, vagy ideológiai hátteret biztosítani valamilyen tettnek. Illig mindebből arra a következtetésre jutott, hogy a középkorban talán nem is volt olyan elképzelhetetlen utólag „kitalálni” eseményeket, személyeket, hiszen mindezekről az utókor csak az elbeszélő forrásokból, a krónikákból, feljegyzésekből értesülhetett. A krónikák egy része viszont egymásból eredt, azaz a krónikások egyszerűen átvették a régebbieket, vagy azokhoz illesztették saját feljegyzéseiket.
Az oklevelekhez hasonlóan vélekedik Illig az életrajzokról, krónikákról is: például Einhard Nagy Károly életrajzának mind a 80 kéziratát hamisítványnak tekinti. Ugyanezt kell mondania az elszigetelt, egymástól több száz kilométerre levő kolostorokban készült krónikákról, névjegyzékekről is, vagy feltételezni, hogy közöttük olyan titkos kapcsolat és együttműködés volt, ami a pápa vagy a császár által kifundált célok megvalósulását szolgálta.
A középkori szerzők műveiről azt kellett állítania, hogy azok nem a „kitalált” három évszázadban születtek. Ezért írja, hogy Beda Venerabilis nem a 7–8. század fordulóján, hanem a 12. században élt (arról azonban nem értesülünk, miért nem írta meg a 10. és 11. századi Anglia egyháztörténetét). Johannes Scotus Erigena Illig szerint nem előfutára a skolasztikának (a nem létező 9. században), a „természet felosztásáról” szóló művét Anselmus és Abélard kortársaként írta meg. A „De divisione naturae” II. Szilveszter pápa máig is meglévő könyvtárában megtalálható, és 980 táján idézett belőle a pápa egyik tanítványa.
Az Arab Birodalom nehezen illeszthető e konstrukcióba. A keresztény világgal harcban álló iszlám vezetői miért asszisztáltak volna két keresztény császár manipulációjához? Illig szerint a 10. században az iszlám hívei saját időszámításukat szinkronba hozták a keresztényekével, az akkor már hamis időszámítást korrelálták. A muszlimoknak nem volt kitalált középkoruk, azaz nem volt három évszázaddal rövidebb addigi történetük. Heribert Illig ezért a hedzsra évét nem 622-re, hanem 325-re teszi, azaz az iszlám nem a 7., hanem a 4. században jött létre az ebioniták tanításából, bár Mohamed csak a 7. században élt.

### A „kövek bizonysága”
A „kitalált középkor” érvrendszerét, bizonyító anyagát Illig szerint nem lehet az írásos forrásokra építeni, hiszen azok mind hamisítványok (legalábbis 614 és 911 között). Az igazságot a kövek hordozzák, azok az épületek, melyek feloldhatják az írott szövegek ellentmondásait. „A középkori régészet többnyire hiába kutat Meroving- és Karoling-kori épületek nyomai után, s minden egyes felsülésével az üres évszázadok teóriáját támasztja alá”. A meglévő Karoling-korinak tartott emlékekről viszont azt állítja, hogy azok vagy korábban, vagy később születtek.

### Kik és miért?
Az ezredforduló három leghatalmasabb ura, III. Ottó német-római császár (német király 983–1002, császár 996-tól), II. Szilveszter pápa (999–1003) és Bíborbanszületett Konstantin bizánci császár (913–959) tevékenységének részletes bemutatása közben Illig bizonyítani kívánja, hogy a nagy történelmi csalás e három hatalmasság műve volt. Céljuk mindezzel az lehetett, hogy uralmuk az ezredfordulóra essék, illetve hogy kitalálják példaképüket, Nagy Károlyt, akire akkor is és azóta is minden, Európát egyesíteni akaró erő hivatkozik. Így alkották meg visszamenőlegesen az „ideológiai alapokat” mind a német hegemónia, mind a pápai hatalom igazolásához az új Európában. Azonban nehezen elképzelhető, hogy az évszámcsúsztatás közel nyom nélküli véghezvitelét kivitelezhette e három potentát. Az se egyértelmű, hogy ebből a saját életükben mit profitálhattak volna, hiszen egy frissen kitalált mondai eredet nélküli, a köztudatban gyökeresen nem létező mitológiai király semmilyen előny alapot nem adhatott számukra. Minden hivatkozás alapesszenciája, hogy az széles körben elfogható és megkérdőjelezhetetlen legyen. Továbbá megérni az ezredfordulót se volt olyan vonzó gondolat akkoriban, mivel számos bibliai jövendölés az első ezredfordulóra tették a világvégét, a sátáni birodalom uralmának kezdetét (lásd: világvégével kapcsolatos jóslatok). Inkább tekinteték misztikusan vonzónak az 1033-as évet, amelyet egyik fenti uralkodó sem ért meg.
Illig a történelemhez kapcsolódó szinte valamennyi tudományág eredményeit megpróbálta felhasználni bizonyításában. Művészettörténet, régészet, éremtan, írástörténet, nyelvtudomány, hadtörténet, teológia, matematika, csillagászat, sőt mint új kormeghatározási módszer, a dendrokronológia (a fák évgyűrűinek vizsgálata) – mindezek kutatási eredményeiből Illig azt találta, hogy amit ezek mutatnak, az vagy nem egyezik a kora középkorról az írott források állításaival, vagy nem eléggé támasztja alá azokat. Következtetése: a források mind későbbi hamisítványok. Kritikusai szerint viszont Illig könyvének tetemes jegyzetapparátusa egyetlen eredeti forrást nem tartalmaz. A szerző mereven ragaszkodik a hipotéziséhez, csak azt hajlandó elfogadni, ami az ő összeesküvés-elméletét alátámasztja, de a neki ellentmondó tényekkel nem foglalkozik.
A német szakmai közvélemény érvekkel cáfolja Illig tételét, de közben az általa felvetett kérdésekre megpróbál tudományos módszerekkel választ adni.

### A magyar honfoglalás
Heribert Illig elmélete nemcsak Nyugat-Európa középkori történetét érinti, hanem a Kárpát-medencéét is. Az eddigi tudásunk szerint 895 és 900 között lezajlott Kárpát-medencei magyar honfoglalás időpontja is átértékelésre szorulhat – lehet, hogy a honfoglalás időpontját szükséges 614 elé helyezni. (Ez azonban nem azt jelenti, hogy a honfoglalás 1400 éve volt, az továbbra is ugyanakkora távolságra van a jelenkortól. A Képes krónikában említett öt generáció Attila és Árpád között a kitalált középkor által támogatott 297 év kihagyásával időben megfelelőnek látszik.)

## A napéjegyenlőség eltolódása

### A számítások hibája
A Hold mozgása csekély mértékben befolyásolja az év hosszát. Ma a Hold pályáját ±3 másodperc pontossággal tudjuk kiszámítani. Napról napra a mérések alapján pontosítható a pálya. A múltra visszatekintve viszont nincsenek mérési adatok. Így minden ismert eseményt megelőző n-edik napon a múltbeli pályaadat 3*√n másodperc pontosságú. Ez igen kis érték, 2000 évvel ezelőttre kb. ±43 perc adódik. Minden ismert köztes esemény a számítást pontosítja, ha a megfigyelés is ilyen pontos (i. e. 45 csillagászati eseményeinek ma rekonstruálható pontossága 1,28–3,43 óra).
A pontifex maximus, Julius Caesar által i. e. 45-ben bevezetett naptár hibája i. sz. 325-re három napra növekedett és a napéjegyenlőség (MEQ) március 21-éről 18-ára tolódott. Ezt az Első nikaiai zsinat vagy úgy oldotta meg, hogy a húsvétszámítás alapja a mindenkori, csillagállástól független március 21-én legyen, és nem kell a csillagokat figyelni, vagy kiigazítani a naptárt. Pontos forrásunk nincs a nikaiai zsinatot lezáró határozatról, így mindkét változat lehetséges, bár az első változatot a legtöbb kutató valószínűtlennek és logikátlannak tartja. Sokkal érthetőbb lenne, hogy ha már észrevették az eltérést, mindjárt korrigálták is a naptárt, három nappal előreigazítva azt. A nikaiai zsinat időpontja és az akkori javítandó három nap egybeesése, valamint az a tény, hogy foglalkoztak naptárkérdéssel és a zsinat után megmaradt a március 21-i dátum a húsvétszámítás kezdetének, ismét azt valószínűsíti, hogy naptárkorrekcióra is sor került. Ennek lehetőségét tagadja a kitalált középkor elmélete.
1582-re ez a hiba olyan mértékűvé vált, hogy a MEQ március 11-ére esett. XIII. Gergely pápa ezt úgy orvosolta rendeletében, hogy október 4. után nem 5-e, hanem 15-e következett. Ezek után a MEQ újra március 21-ére esett. Gergely azt is elrendelte, hogy a szökőévek közül vegyék ki a 100-zal oszthatóakat, kivéve a 400-zal oszthatóakat (például 2000). Így Gergely által helyreállt a napéjegyenlőség március 21. körüli ideje. Ma is ezen időpont alapján számítják ki a húsvét idejét.

## Caesar naptára
Nem lehet pontosan megmondani, melyik évben vezették be a Julián naptárat, csak azt, hogy melyik évek között történhetett.
- Visszafele számolva i. e. 45-ben a MEQ március 22. 1 órára esik ΔTMB[7] kompenzációval és ΔTSM[7] kompenzációval is. Ez {21-e este 7 óra}.
- Feljegyzett tény, hogy 53 évvel a bevezetést követően AUC 762-ben újra március 21-ére esett a MEQ.

Ezek alapján tehát az i. e. 45. dátum lehet AUC 709.
A bevezetése körül elkövetett hibák: Caesar i. e. 44. március 15-én meghalt. Az első szökőév esedékessége, hogy MEQ március 21-én legyen, a 3. év volt. Ez így is történt, de ezután is 3 évente és nem 4 évente iktatták be a szökőévet. Augustus elrendelte, hogy a februarius 29-e kerüljön át augustus 31-re, továbbá ne legyen több szökőév, amíg helyre nem áll a napéjegyenlőség dátuma. Az új naptár 53. évében (AUC 761) meg is történt, és attól kezdve négyévente van szökőév. A Julián naptár éve átlagosan 365,25 nap hosszú, a napéjegyenlőségek között, pedig kb. 365,2421897 nap van (függően a Föld pályájától). Ez a különbség 128,4 évente -1 nap elcsúszást okoz a naptárban.

## Történetírók és történelmi személyek

### Nikaiai zsinat
A zsinat feljegyezte, hogy a tavaszi napéjegyenlőség nem március 21-én következett be, hanem március 18-án. Ez körülbelül 3 nap elcsúszást jelent, de mivel nem tudjuk, mekkora pontossággal határozzák meg a MEQ idejét, megfelelhet a naptár bevezetésétől eltelt időnek. Korrigálásról nincs konkrét szó, azonban ha ez bekövetkezett, akkor Illig elmélete nem áll meg. A mai naptár alapján három nap hosszabb idő alatt gyűlhetett fel:
- Ilyen dátumú napéjegyenlőség  {460 19.5:40 ~AUC.1213 18.éjszaka 11.órája}-tól –  {687 18.6:08 ~AUC 1440 18.nap 1.órája} évek között volt. (Ebben a periódusban már van 17-i is{592. március 18.5:32 ~AUC 1345 17.éjszaka 11. órája})
- AUC1078~J.E369~325-ben 03.20.12:17 a MEQ időpontja.

A feljegyzésnek tehát az elmélet szerint 460–687 között kellett készülni. Ehhez azt kell feltenni, hogy a napéjegyenlőség idejének megállapítása teljesen korrekt módon történt.

### II. Constantius császár
II. Constantius (337–361) uralkodásának 10-11. évében teljes napfogyatkozás volt. A NASA adatai között három lehetséges is van, 346. június 6., 348. október 9. és 349. április 4. dátumokkal. Illig elmélete alapján 194 évvel későbbi  napfogyatkozás, az i. sz. 540. június. 20-i jöhetne szóba. Ez teljes napfogyatkozás volt Gibraltár, Róma, Nápoly, Szófia és a Fekete-tenger környékén, amelynek segítségével pontosítható II. Constantius császár uralkodása az 531–555 közti időre.
297 évvel később 644. november 5-én van a bizánci terület fölött napfogyatkozás, de ez gyűrűs volt, azaz olyan, ami nem okoz sötétséget, sőt ennyi év eltolódás nem lehet, mert a március 21-i MEQ a Julián naptár bevezetését követő út után nem ugyanaz az 53. évben, még ha a pontatlan tropikus évvel számolunk is.

### Beda Venerabilis
Angol egyházi tanító, történetíró. Megírta a korai angol-szász Anglia históriáját. Felfigyelt arra, hogy a napéjegyenlőség 3 nappal elcsúszott a hagyományos március 21-ről. Beda Venerabilis itt megjegyzendő érdeme, hogy Dionysius Exiguus munkássága alapján írt egy könyvet az időről, s ennek elterjedésével vette kezdetét az Exiguus naptárának térhódítása.
Az írások szerint „tiszteletre méltó” Béda 673–735 között élt. Ha a nikaiai zsinaton módosítottak a tavaszponton, akkor nincs probléma a datálásban.

## Az elmélet elleni legfontosabb érvek
Az elméletet elsősorban a csillagászat egy másik jelensége, a napfogyatkozás cáfolja. A napfogyatkozások ideje és a Nap árnyékának sávja tetszőleges időtávra kiszámítható. Ezek közt is vannak olyan ciklusok, amik a tények többségét elhallgatva látszólag igazolhatják a hiányzó idő teóriáját. Ezek egyike a Hydatius által lejegyzett 418. július 19-i napfogyatkozás. Mivel 718. június 3-án is volt olyan napfogyatkozás, ami az Ibériai-félszigeten látható volt – igaz, a maximuma kissé délebbre volt Hydatius szülővárosánál –, lehetséges azt állítani, hogy Hydatius a 718-as napfogyatkozást írta le. Csakhogy Hydatius beszámol a 447. december 3-i napfogyatkozásról is, amit már nem lehet a 747. november 7-i eseménnyel azonosítani, mivel annak maximuma Dél-Szudán területére esett, és Hydatius egészen biztosan nem tartózkodhatott olyan helyen, ahonnan láthatta volna.
A hamisításban a mind ideológiailag, mind földrajzi terjeszkedésben rivális Arab Birodalom együttműködése teljesen megmagyarázhatatlan és észszerűtlen. Kínában az érintett évszázadok idején a Tang-dinasztia uralkodott, amely időszakot Kína aranykorának is tartják. A korból fennmaradt kínai és európai feljegyzések megadják bizonyos rendszeres égi jelenségek időpontjait, amelyek megtörténte számolással is ellenőrizhető.
Ifj. Barta János történész a természettudományokat segítségül hívva rámutat: mind a szénizotópos kormeghatározás, mind pedig a dendrokronológia azt mutatja, hogy igenis vannak leletek a tagadott korból. Illiget azonban nem győzik meg például az oslói Viking Hajó Múzeumban kiállított hajók, ahogy az olyan írásos emlékek sem, mint az angolszász és frank krónikák panaszai a vikingekre, valamint az arab utazók vikingleírásai.
A két kiinduló premissza önmagában is támadható.
A 10 nap elhagyása 13 helyett egyszerűen magyarázható akkor, ha az első nikaiai zsinat idején két vagy három napos naptárkorrigálással számolunk. A zsinat jegyzőkönyvei szerint tisztában voltak a naptár és a természetbeni idő közti különbséggel és annak mértékével. Határozataik között nem találunk ugyan naptárkorrekcióra utaló döntést, de ez nem zárja ki azt.
Szintén Illig elmélete ellen szól az, hogy nem utal semmi arra, hogy a Caesar-féle naptárreform (i.e. 44/45) után március 21-én lett volna a tavaszi napéjegyenlőség. Ellenkezőleg, Publius Ovidius Naso Ünnepek (Fasti) című verse március 24-26 körüli dátumra utal.
A Karoling-kor valóban végletesen szegényes régészeti leletekben és eredeti forrásokban. Önmagában azonban ez sem döntő érv, mivel egészen más következtetés is levonható ebből. Nevezetesen az, hogy Károly ugyan létezett, és semmiféle betoldott időszak nincsen, azonban Károly jelentősége korántsem volt akkora, mint amekkorát ma tulajdonítanak neki az Ottó-kori hamisítások révén.